# Полисемия
Полисеми́я (от греч. πολυσημεία — «многозначность») — многозначность, многовариантность, то есть наличие у слова (единицы языка) двух и более значений, исторически обусловленных или взаимосвязанных по смыслу и происхождению.

## История
В современном языкознании выделяют грамматическую и лексическую полисемии.
Так, форма 2 лица ед. ч. русских глаголов может быть употреблена не только в собственно-личном, но и в обобщённо-личном значении. Ср.: «Ну, ты всех перекричишь!» и «Тебя не перекричишь». В подобном случае следует говорить о грамматической полисемии.
Часто, когда говорят о полисемии, имеют в виду прежде всего многозначность слов как единиц лексики.
Лексическая полисемия — это способность одного слова служить для обозначения разных предметов и явлений действительности, ассоциативно связанных между собой и образующих сложное семантическое единство. Именно наличие общего семантического признака отличает полисемию от омонимии и омофонии: так, например, числительное «три» и «три» — одна из форм повелительного наклонения глагола «тереть», семантически не связаны и являются омоформами (грамматическими омонимами).
С другой стороны, лексема «драматургия» имеет ряд значений, объединенных признаком отнесенности к драматическим произведениям, и может иметь значения «драматическое искусство как таковое», «теория и искусство построения и написания драм», «совокупность драматических произведений отдельного писателя, страны, народа, эпохи» и, наконец, метафорическое значение «сюжетное построение, композиционная основа спектакля, фильма, музыкального произведения». Вместе с тем, разграничение омонимии и полисемии в некоторых случаях весьма затруднительно: так, например, слово «поле» может означать как «алгебраическую структуру с определенными свойствами» так и «участок земли, на котором что-то выращивается» — определение общего семантического признака, напрямую связывающего эти значения, проблематично.